# Mao Ce-tung
Mao Ce-tung (Mao Zedong;  pinjin hangsúlyjelekkel: Máo Zédōng kiejtéseⓘ; szoros magyaros átírásban helyesen Mao Cö-tung;  egyszerűsített kínai: 毛泽东; hagyományos kínai: 毛澤東;) (Saosan (Shaoshan), Kína, 1893. december 26. – Peking (Beijing), 1976. szeptember 9.) kínai forradalmár, politikus, költő, kommunista vezér, a Kínai Népköztársaság teljhatalmú vezetője annak megalapításától haláláig (1949–1976). Az általa a marxizmus–leninizmus, a hagyományos kínai szokások, a konfucianizmus, a legizmus, valamint a kínai nacionalizmus alapján kidolgozott rendkívül összetett eszmeáramlatot maoizmusnak nevezik.
Mao Ce-tung (Mao Zedong) mind a mai napig ellentmondásos személyiség, öröksége rendkívül vitatott. Kínában jelentős forradalmárként, politikusként, katonai vezetőként és a nemzet megmentőjeként tisztelik. A legtöbb kínai a gondosan felépített személyi kultusznak köszönhetően ma is pozitív véleménnyel van Mao elnökről. Szociális-politikai programjai, mint a nagy ugrás és a kulturális forradalom, azonban emberéletek millióit követelték, hatalmas éhínségeket okoztak, és ártottak a kultúrának, a gazdaságnak és a társadalmi életnek. Számos nyugati forrás, mint a kommunizmus fekete könyve aggregált becslései szerint Mao politikája, politikai alapú üldöztetései és bosszúhadjáratai összesen 44–72 millió ember halálát okozták. Más források – Mao történelmi bűneinek és hibáinak elismerése mellett – a maguk részéről arra mutatnak rá, hogy Mao vezetése alatt Kína modern országgá vált és például a várható élettartam az 1949-es 35 évről a hetvenes évekre 65 évre nőtt.

## Élete, politikai pályája

### Fiatalkora
Mao jómódú parasztcsaládba született a Hunan tartománybeli Saosan (Shaoshan) faluban. 18 évesen katona lett, s részt vett az 1911-es kínai polgári forradalomban, majd tanítói képesítést szerzett. A tanítóképző elvégzése után a pekingi egyetem segédkönyvtárosa lett. A kommunista mozgalommal 1920-ban ismerkedett meg az oroszországi polgárháború idején. Másodmagával képviselte a hunani csoportot a Kínai Kommunista Párt megalakulásánál (1921. július 1.), a párt összesen 12 alapítójának egyike – a nagy kormányos nevet is azért kapta, mert már a kezdet kezdete óta rajta tartja a kezét a kormányrúdon. A kínai kommunisták tömegbázisa eleinte nem a munkásság, hanem a kispolgári értelmiség volt. Mao volt az, aki felismerte, hogy a munkásságra is szükség van a forradalmi eszmerendszer gyakorlatba való átültetéséhez. Két évvel a párt megalakulását követően már a központi bizottság és a politikai bizottság tagja, 1924-től pedig a központi bizottság szervezési osztályának vezetője lett. Ettől kezdve rendszeresen dolgozott a Nemzeti Pártnak is (Kuomintang (Guomintang)): akkoriban a szovjet támogatás még nem a kínai kommunistákat, hanem a köztársaságpárti nemzeti erőket segítette. 1927-ben, mikor a Kuomintang (Guomintang) kettészakadt, s Mao szembekerült Csang Kaj-sekkel (mandarin olvasatban Csiang Csie-si (Jiang Jieshi)), politikai tevékenységében is fordulat állt be. Ettől kezdve a kommunista rendszer bármi áron való megteremtése lett a célja. Mao Ce-tung (Mao Zedong) ebben az időben került szembe a Szovjetunióval is, mivel a kínai polgárháborús idők meglehetősen zavaros időszakában Sztálin nem az általa elvárt mértékben támogatta a helyi kommunistákat. Ez nyilvánvalóan szerepet játszott abban, hogy később a kommunista Kína a maga útját járta, s nem szovjet bábállamként működött.

### Harc a túlélésért
Az 1930-as évek elején már nyoma sem volt a korábbi kuomintangos (guomintangos) barátságnak. Csang Kaj-sek igyekezett szisztematikusan kiirtani a kommunista ellenzéket, mellyel csak azt érte el, hogy az ország számos pontján működő baloldali fegyveres sejtek egy helyre, a Csingkangsan-hegység (Jinggangshan-hegység) környékére, majd később Csianghszi (Jiangxi) tartomány területén csoportosultak, s az ellenőrzésük alá vont területen kialakították a maguk államát az államban. 1930–31-ben igen súlyos támadásokat éltek át: Mao otthon maradt feleségét, Jang Kaj-hujt (Yang Kaihuit) elfogták, felnégyelték, s maradványait kitűzték a város kapujára, s húgát is kivégezték a kuomintang (guomintang)osok. 1934-ben már nem volt tartható a helyzet, a kommunista Munkás-Paraszt Vörös Hadsereg kitört a Kuomintang (Guomintang) gyűrűjéből, s megindult Jan'an (Yan'an) felé. Ezt az egy év alatt megtett 9600 (a hivatalos kínai propaganda szerint 13 000) kilométeres utat, melynek 90 000 vöröskatona vágott neki, s csak 15 000 érkezett meg, hosszú menetelésnek hívják. Mao párton belüli hatalma is ekkor erősödött meg: egyrészt egész egyszerűen azért, mert számos társa életét vesztette a hosszú menetelés ideje alatt, másrészt mert a rendkívül nagy emberveszteség miatti felelősséget másokra tudta hárítani.

### Egységfrontban

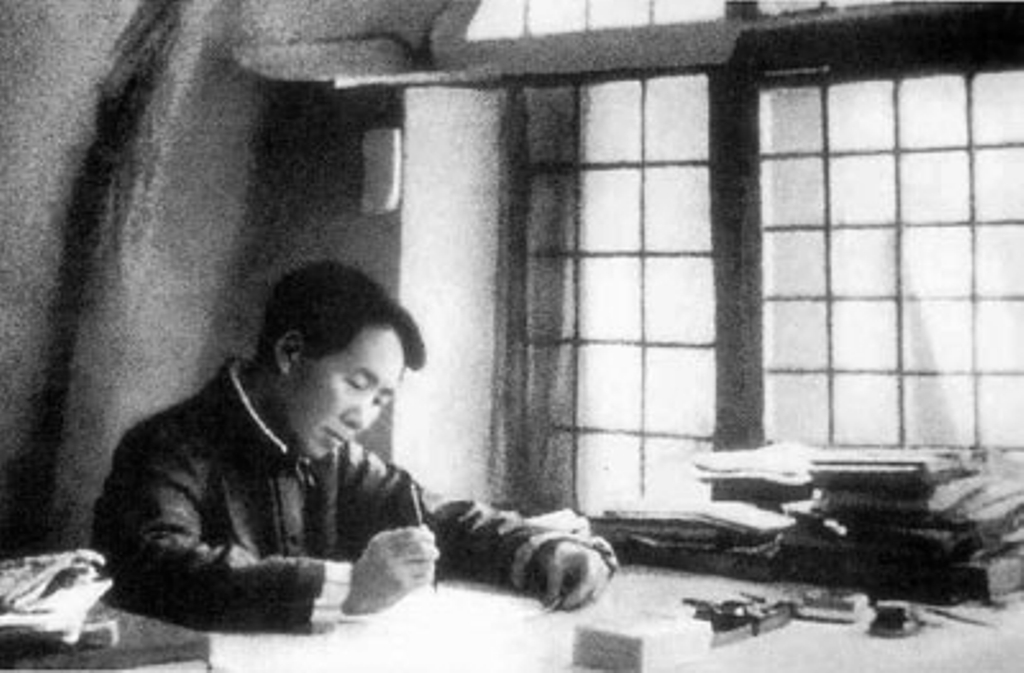
Mao dolgozószobájában (1938)

1931-ben Japán megtámadta Kínát, s 1932. február 18-án Északkelet-Kína, azaz Mandzsúria (Mancsou (Manzhou)) japán „védnökség” alá került. A terület felszabadításáért folyó küzdelem egységfrontba kényszerítette Csang Kaj-seket és Maót. Ez a „kényszerházasság” egészen 1945-ig fennmaradt; a második világháború vége, Japán bukása és Mandzsúria felszabadulása azonban azonnal egymás ellen fordította a korábbi szövetségeseket, és tovább folyt az öldöklő polgárháború. 1949-ben győzött az akkora már a Kínai Népi Felszabadító Hadsereg nevet felvett Vörös Hadsereg, és október 1-jén kikiáltották a Kínai Népköztársaságot. Csang Kaj-sek maradék katonáival és híveivel Tajvan (Taiwan) szigetére menekült, ahol a másiktól független Kínai Köztársaságot alapította meg.

## Hatalmon

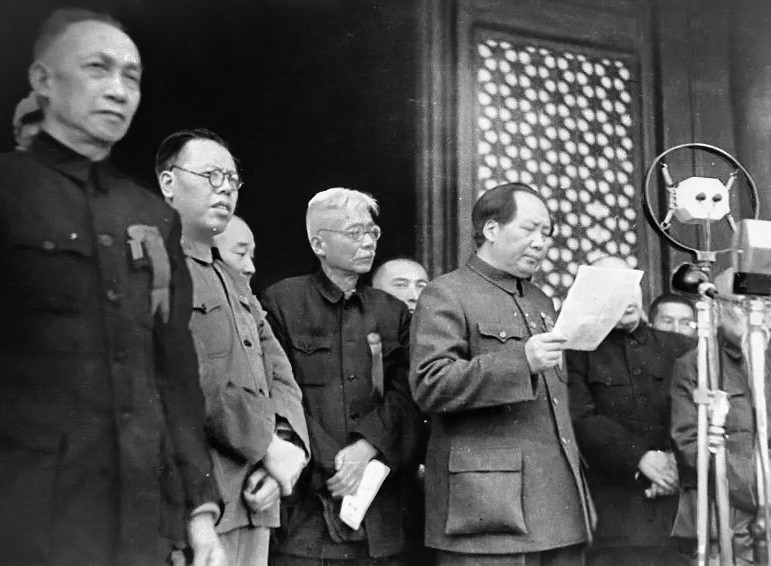
Mao Ce-tung (Mao Zedong) kikiáltja a Kínai Népköztársaságot 1949. október 1-jén

### A 'Nagy ugrás' és a szovjet viszony

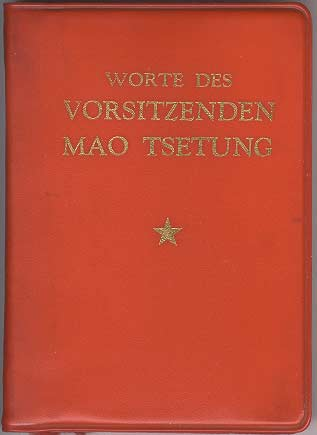
Mao Vörös Könyvecskéjének német kiadása

1954-ig Mao a központi népi kormány vezetője, majd 1954-ben, az új alkotmány elfogadásakor államfő lett. Bevezette a kollektív gazdálkodást, főként a Szovjetunióból érkező gyárakra és technológiára alapozva felgyorsította az iparosítást, melyekért Kína mezőgazdasági termékekkel fizetett – miközben az országban páratlan éhínség pusztított az élelmiszer központi elvonása miatt (ez volt a ’’Nagy Ugrás’’). Mao együttműködése a Szovjetunióval jellemzően a taktikai kérdések megbeszélésére és technológiai importra szorítkozott, főként nehézipari, hadászati és nukleáris fejlesztéseket kaptak a szovjetektől. Sztálin és Mao kölcsönös bizalmatlansággal (például Mao fiát évekig nem engedték haza moszkvai tanulmányai után, mintegy „biztosítékként”) vegyes elismeréssel tekintettek egymásra, azonban a két ország együttműködése és stratégiai partneri viszonya Sztálin haláláig stabilnak tekinthető. Mao több szempontból is igyekezett Sztálin méltó partnere lenni, világpolitikai szinten pedig szívesen követte volna példáját: Kína akkori gazdasági lehetőségeit felülmúló erőket és támogatásokat vetett be Sztálin halála után, hogy Mao a kommunista blokk élére állhasson, azonban gazdasági, ipari és technológiai szinten a szovjetek messze Kína előtt jártak s így Mao nem tudott jelentős befolyásra szert tenni Kelet-Európában (Albániát kivéve). A maoizmus egyik akkor jellemző sajátossága volt, hogy a sztálini idők után is rendkívül kemény fellépést és tisztogató politikát javasolt külföldi kommunista látogatóinak a „belső ellenségek kezelésére”, miközben a szovjet blokk országai a sztálinizmus után már visszafogottabb „politikai harcot” folytattak – így a maoizmus ideológiailag sem vert igazán gyökeret néhány nem túl jelentős kivételtől eltekintve (mint például Nepálban vagy Kambodzsában). Világpolitikai és ideológiai ellentétek miatt a Szovjetunióval fenntartott viszony fokozatosan megromlott Hruscsov idején, olyannyira, hogy a két, egyébként hasonló társadalmi berendezkedésű ország között 1969-ben nyílt fegyveres konfliktus alakult ki egy határvita kapcsán. Az incidensnek ugyan szovjet oldalról mindössze 17 halálos áldozata volt, ám az összecsapás politikai hullámai olyan magasra csaptak, hogy a Szovjetunió komolyan foglalkozott egy megelőző atomcsapás tervével.

### Kulturális forradalom
A „nagy proletár kulturális forradalom” – nevével ellentétben – voltaképpen Mao Ce-tung (Mao Zedong) hatalmának megerősítését, a lehetséges riválisok elszigetelését, a revizionista gondolatok megelőzését szolgáló program volt, mely 1964–66-ban vette kezdetét, és egészen 1976-ig – Mao haláláig – tartott. Mao pártbéli ellenfeleivel való leszámolás eszközeként fiatalokból álló, fanatizált csoportokat szerveztek, akik első feladata az ősi kínai múlt és kultúrával történő leszámolás volt: egyetemeken megszűnt az oktatás, tanárokat vertek a diákok, a kulturális forradalom égisze alatt számos értékes műemléket leromboltak, könyveket égettek, műalkotásokat semmisítettek meg, s általában igyekeztek radikális módszerekkel megszabadulni az évezredes kínai történelem kulturális örökségétől. Megszüntették a mozivetítéseket, bezárták a könyvtárakat, tiltották a csoportosulást és általában, a szórakozás minden formája tilos volt a politikai elit tagjait kivéve mindenkinek. Másik hajtása a vörösgárdisták légiójának létrehozása volt, akik a legdurvább módszerekkel számoltak le a nép ellenségeinek kikiáltott – nemritkán szintén baloldali, de Mao útjában álló vagy hatalmára veszélyes – emberekkel. 1969-ben, mikor már nem volt szükség rájuk, Mao utasítást adott a hadseregnek, hogy számolja fel a vörösgárdisták csapatait (ezzel lényegében megismétlődött, ami a Szovjetunióban történt: a kommunisták közül azok, akik hatalomra jutottak, leszámoltak a külső és belső ellenzékkel, majd azokkal, akik az ellenzékkel leszámoltak…).
A kulturális forradalom vége Kína gazdasági–társadalmi válságba zuhanása volt, melyet később Mao utódai kíséreltek meg rendezni – ez a feladat főként Teng Hsziao-ping (Deng Xiaoping)re hárult.

### Az enyhülés útján
Miután Mao Ce-tung (Mao Zedong) a kulturális forradalom révén sikeresen leváltotta a Kínai Kommunista Párt vezetésének nagy részét (és „mellesleg” megsemmisítették Kína kulturális örökségének jelentős részét), váratlanul összeveszett a tisztogatás alatti legnagyobb szövetségesével, Lin Piao katonai vezetővel, akinek fia még puccsot is megkísérelt Mao ellen, sikertelenül. Ezt követően Lin Piao és családja repülőgépen elmenekült Kínából, de gépük Mongólia területén lezuhant. A balesetet a gépen utazók közül senki se élte túl.
Ezután Mao – hogy stabilizálja helyzetét a pártban – kénytelen volt néhány korábbi kádertársát rehabilitálni, akiket a Kulturális Forradalom alatt száműztek a hatalomból (egyebek között Teng Hsziao-pinget (Deng Xiaopinget), Kína Mao utáni vezetőjét is), és politikai engedményekre kényszerült otthon és külpolitikájában is.
1971-ben az amerikai asztalitenisz-válogatottat kínai vendégszereplésre hívták Mao jóváhagyásával, ami a két ország közötti fagyos viszony és Kína bezárkózottsága miatt a világ újságjainak címlapjaira került. A kialakult közhangulatban és a közeledő amerikai választások előtt Henry Kissinger tárgyalásokat és előkészületeket kezdett az első amerikai–kínai csúcstalálkozó előkészítésére Pekingben. Ezzel Kína kilépett hosszú elszigeteltségéből, egyebek között elfoglalta helyét az ENSZ – vétójoggal is együtt járó – Biztonsági Tanácsában, mely posztot addig Tajvan foglalta el.
Mao 1972-ben, a hidegháború közepén fogadta Pekingben Richard Nixon amerikai elnököt. Míg akkoriban az Egyesült Államok egyedül Tajvant ismerte el a hivatalos Kínának, s Nixon mint republikánus elnök korántsem volt híve a közeledésnek, mégis ez a látogatás volt az, ami megindította nemcsak a kínai–amerikai, de a szovjet–amerikai viszony enyhülését is (úgy látszik, ennek az enyhülésnek Tibet megszállva tartása vagy az olyan események, mint az 1989. június 4-i vérengzés sem tudták komolyan útját állni).

### Az út vége

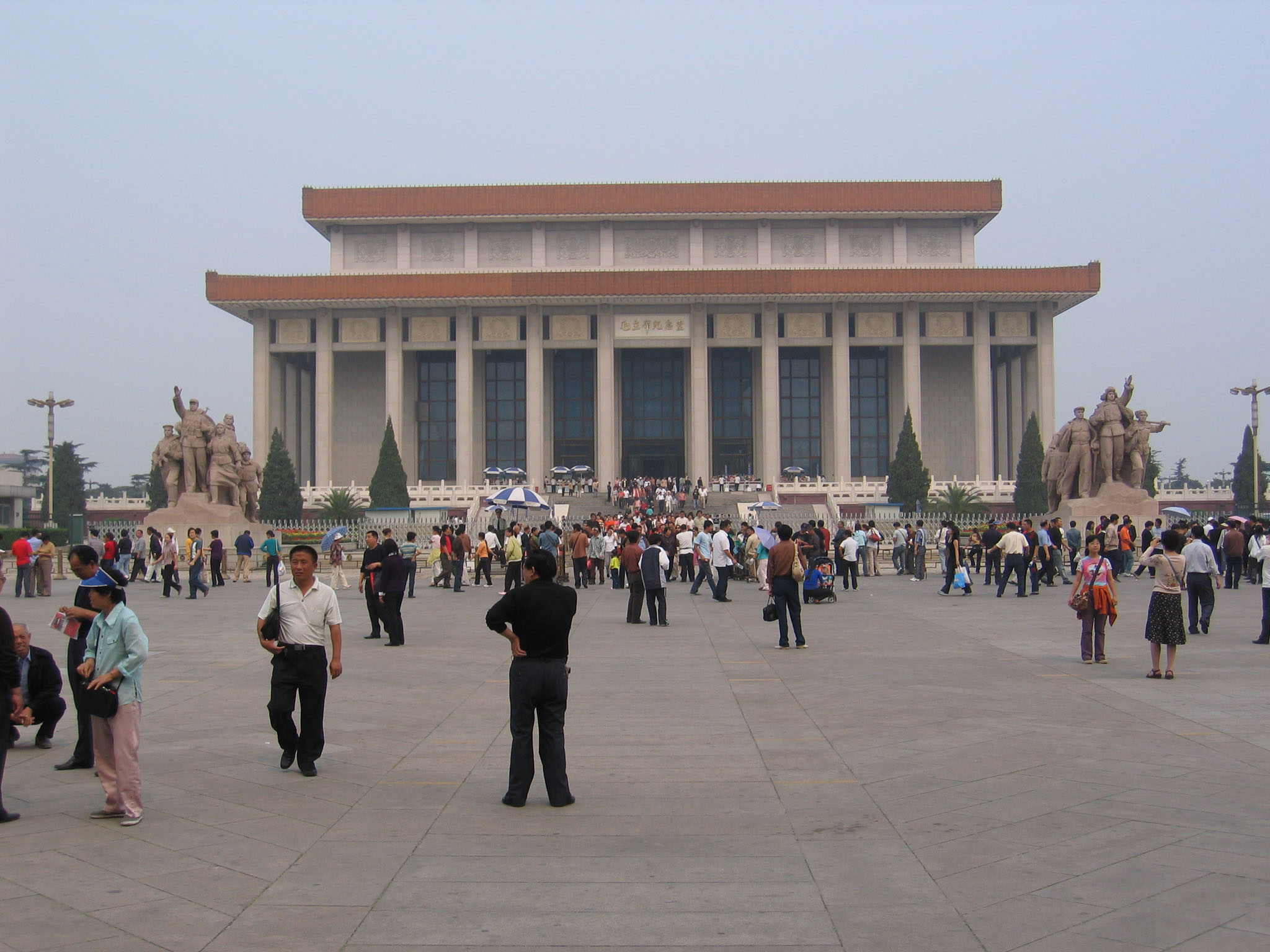
Mao Ce-tung mauzóleuma Pekingben

Mikor diagnosztizálták Mao Ce-tung (Mao Zedong) gyógyíthatatlan betegségét, belső hatalmi harc kezdődött közeli szövetségesei (így felesége, Csiang Csing (Jiang Qing) és a később a Négyek Bandája névvel illetett csoport) és a mérsékeltebb kommunisták között. Mao a politikai hatalmat egyre kevésbé volt képes gyakorolni, és a valós irányítás mind inkább Teng Hsziao-ping (Deng Xiaoping) kezében öszpontosult. A nagy kormányos 1976. szeptember 9-én halt meg; bebalzsamozott teste – akárcsak Moszkvában Leniné – a mai napig megtekinthető Pekingben.

## Művei
Magyarországon 1952 és 1953 között Válogatott beszédek és cikkek címmel adott ki 4 kötetes munkát a Szikra Könyvkiadó (ez a 4 kötetes sorozat 1945 aug. 9-ig tartalmazza műveit), később megjelent egy 5. kötet is, ami 1949-től, 1957 november 18-ig tartalmazza műveit. Versei is jelentek meg magyarul Mao Ce-tung 21 verse címmel (Magvető Könyvkiadó, Budapest, 1959). A kötet Weöres Sándor, Károlyi Amy, Hegedűs Géza, Csanádi Imre és Keszthelyi Zoltán fordításait tartalmazza. Egyéb kötetekben Franyó Zoltán, Gábor Andor és Somlyó György fordításai között is találhatunk Mao Ce-tung (Mao Zedong) verseket.

## Mao és a kínai hagyományok
Mao Ce-tung (Mao Zedong) a kor színvonalán és a kínai körülményeket figyelembe véve igen művelt ember volt. Rengeteget olvasott, jól ismerte a kínai történelmet, és az évezredes kínai tradíciónak megfelelően napi politikai döntéseinél a kínai történelemhez, különösen a régi császárokról fennmaradt hagyományokhoz is visszanyúlt. Természetesen ezeket az amúgy is eléggé sematikusan továbbélő történeteket sokféleképpen lehetett értelmezni, és velük minden és mindennek az ellenkezője is igazolható volt. Mao 1964-ben egy beszélgetésen a különböző kínai császárok olvasottságával és sorsával példálózva kijelentette: „Látható, hogy ha sokat olvas valaki, az ártalmára van.”
Mao marxista műveltsége jó esetben is csak felszínes, vulgáris, a végletekig leegyszerűsítő volt. A humán értelmiséget illető politikáját így foglalta össze:

„A színészeket, költőket, irodalmárokat, drámaírókat mind ki kell kergetni a városokból. Egymás után, csoportosan menjenek a falvakba és az üzemekbe. Aki nem akar menni, annak nem adunk enni. Majd ha elment, ott kap.”

Mao Ce-tung (Mao Zedong) privát viszonya a kultúrához viszont ellentmondott politikai gyakorlatának. Verseket írt, mégpedig klasszikus nyelven, miközben azt az utasítást adta, hogy a versek közlésénél az új típusú verseket kell előnyben részesíteni. Megjegyezte, hogy bár néhány régi típusú verset is lehet írni, de ezek alkalmatlanok arra, hogy az ifjúság körében terjesszék őket, mivel ez az irodalmi forma gúzsba köti a gondolkodást.
A kommunisták által a kínai polgárháborúban aratott győzelem után a Kínai Népköztársaság szinte teljes blokád alá került a Nyugat részéről. Ez kiszolgáltatta Kínát a Szovjetuniónak, mint egyetlen jelentős támogatójának. Mao ettől a gyámkodástól is szabadulni szeretett volna, amikor sajátos kínai utat akart követni, és ezt az ötvenes évek végén a nagy ugrás mozgalmával kívánta megalapozni. Ez nem csak a gazdaságra, hanem a kultúrára is csapást jelentett. A kínai nacionalizmus hivatalos élesztgetésére jellemző volt az a jelszó, miszerint

„Amit a külföldiek meg tudnak csinálni, azt mi is meg tudjuk csinálni, amit a külföldiek nem tudnak megcsinálni, mi azt is meg tudjuk csinálni.”

Mao Ce-tung (Mao Zedong) a nagy ugrás utópisztikus terveinek megvalósíthatóságát a kínai emberek létszámfölényére, tehetségére, lojalitására és áldozatkészségére alapozta. Ezzel is kötődött a hagyományokhoz. Már Szun Jat-szen célja is a világelsőség meg- illetve visszaszerzése volt – nem beszélve a császárokról, akik Kína világhatalmi elsőségét magától értetődőnek tartották, ezt a fikciót akkor is fenntartva, amikor az ország a gyakorlatban félgyarmati sorban tengődött. A nagy ugrás végül is kudarcra ítélt modernizációs kísérlet volt, amiben nem csak Mao szélsőséges voluntarizmusa nyilvánult meg, hanem az ópiumháborúk óta megalázott nemzet vágyakozása is a nagy sikerekre.
Mao Ce-tung (Mao Zedong)nak a kínai hagyományokhoz és a kultúrához való viszonyára jellemző, hogy rokonszenvesnek találta az antikonfuciánus, legista Csin (Qin) államot és vezetőjét, a paranoiás Csin Si Huang-ti (Qín Shǐ Huángdì) császárt, aki i. e. 221-ben egyesítette a kínai fejedelemségeket és aki a hagyomány szerint elégettette a konfuciánus könyveket, élve eltemettette a konfuciánus írástudókat. A párhuzam azonban folytatódik: a zsarnok Csin (Qin) császár műve, az egységes Kína ma is fennáll, csakúgy, mint Mao műve, a függetlenségét helyreállító, önálló Kína.

## Magyarul megjelent művei
- A kínai nép forradalmi háborújáról; ford. Baudiss Margit; Szikra, Bp., 1949 (Marxista ismeretek kiskönyvtára)
- A kínai forradalom diadalmas útja. Mao Ce-tung válogatott beszédei és írásai. 1939–1949; Szikra, Bp., 1950
- A gyakorlatról. 1937 július; Szikra, Bp., 1951 (Marxista ismeretek kiskönyvtára)
- Mao Ce-tung válogatott művei, 1-4.; Szikra, Bp., 1952–1954
- Az ellentmondásról; Szikra, Bp., 1952
- A szövetkezeti mozgalom kérdései Kínában. Beszámoló a Kínai Kommunista Párt tartományi, városi és területi bizottsági titkárainak 1955. július 31-én tartott értekezletén; Szikra, Bp., 1955
- S. Gordon–T. Allan: Egy sebészorvos hősi élete / Mao Ce-Tung: Bethune emlékezete; ford. Gábor Jozefa; Szikra, Bp., 1956 (Érdekes könyvek)
- A népen belüli ellentmondások helyes megoldásáról; Kossuth, Bp., 1957
- Liu Sao-csi: A párton belüli harcról / függelék Mao Ce-Tung: A liberalizmus ellen; Kossuth, Bp., 1958
- Mao Ce-tung 21 verse; ford. Weöres Sándor et al., nyersford., jegyz., utószó Józsa Sándor; Magvető, Bp., 1959
- Az ellentmondásról. A gyakorlatról. A megismerés és a gyakorlat, az ismeret és a cselekvés összefüggéséről; MSZMP Borsod Megyei Bizottsága, Miskolc, 1959
- Idézetek Mao Ce-tung elnöktől; bev. Lin Piao; Idegen Nyelvű Könyvek Kiadója, Peking, 1968
- Beszédek és írások, 1956–1974; szerk. Polonyi Péter; Kossuth, Bp., 1976
- Mao Ce-tung válogatott művei. 5. köt.; Kossuth, Bp., 1980
- A vörös könyvecske. Idézetek Mao Ce-tung elnöktől; Fapadoskonyv.hu, Bp., 2010 (A demagógia klasszikusai)